# イスキロサウルス
"イスキロサウルス"（"Ischyrosaurus"　"強いトカゲ"の意味、大きな上腕骨にちなむ;この名は先取されたものであるため引用符がつく）は化石がイングランド、ケンブリッジシャー、ドーセットにあるキンメリッジ・クレイ（en）の上部ジュラ系キンメリッジ階の地層から発見された竜脚類恐竜の属である。白亜紀のゴミ箱分類群であるペロロサウルスに含められることもあるが証拠はほとんどない。

## 研究史と分類
"イスキロサウルス"は1868年に記載された部分的な上腕骨（BMNH R41626）に基づいている。ジョン・ハルク（en）は1869年に簡単な記載を行い  、1874年に命名した。この属名は1869年に既にエドワード・ドリンカー・コープにより先取されたものであった。
ヨーロッパのジュラ紀後期から白亜紀前期にかけて生息した他の竜脚類同様、ペロロサウルスとオルニトプシスの分類に関する紛糾に巻き込まれ、オルニトプシスの一種であるO. manseliとされたり、ペロロサウルス一種としてP. manseliとされたりもした。
アップチャーチらは2004年の総説の中で"イスキロサウルス"を類縁関係の不明な疑わしい竜脚類のリストに上げている。規則面では"イスキロサウルス"には新しい属名が必要であるが、ばらばらになってしまっているジュラ紀から白亜紀にかけてのヨーロッパの竜脚類の分類を行うには、より良い化石資料の発見が望まれる。 

## 純古生物学
竜脚類であることから大型な四足歩行の草食動物であったと考えられる

## 参照
1. 1 2  Hulke, J. W. (1869). “Note on a large Saurian Humerus from the Kimmeridge Clay of the Dorset Coast”. Quarterly Journal of the Geological Society 25:  386–389. doi:10.1144/GSL.JGS.1869.025.01-02.66.
2. ↑  Hulke, J. W. (1874). “Note on a very Large Saurian Limb-bone adapted for Progression upon Land, from the Kimmeridge Clay of Weymouth, Dorset”. Quarterly Journal of the Geological Society 30:  16–17. doi:10.1144/GSL.JGS.1874.030.01-04.17.
3. ↑  Lydekker, R. (1888). Catalogue of the Fossil Reptilia and Amphibia in the British Museum (Natural History). Part I. Containing the Orders Ornithosauria, Crocodilia, Dinosauria, Squamata, Rhynchocephalia, and Proterosauria. British Museum (Natural History):London, 1-309.
4. ↑  von Huene, F. (1909). Skizze zu einer Systematik und Stammesgeschichte der Dinosaurier. Centralblatt für Mineralogie, Geologie und Paläontologie 1909:12-22. [German]
5. ↑  Romer, A.S. (1956). Osteology of the Reptiles. University of Chicago Press:Chicago 1-772. ISBN 0-89464-985-X
6. ↑  Steel, R. (1970). Part 14. Saurischia. Handbuch der Paläoherpetologie/Encyclopedia of Paleoherpetology. Part 14. Gustav Fischer Verlag:Stuttgart p. 1-87.
7. 1 2  Upchurch, P.M., Barrett, P.M., and Dodson, P. (2004). Sauropoda. In: Weishampel, D.B., Dodson, P., and Osmólska, H. (eds.). The Dinosauria (2nd edition). University of California Press:Berkeley 259-322. ISBN 0-520-24209-2